# 20483 Sinay
20483 Sinay è un asteroide della fascia principale. Scoperto nel 1999, presenta un'orbita caratterizzata da un semiasse maggiore pari a 2,3093794 UA e da un'eccentricità di 0,1737761, inclinata di 7,92389° rispetto all'eclittica.